# Lagunilla
Lagunilla ist ein Ort und eine westspanische Gemeinde (municipio) mit 428 Einwohnern (Stand: 2024) in der Provinz Salamanca in der Autonomen Region Kastilien-León.

## Lage
Lagunilla liegt etwa 85 Kilometer südsüdwestlich von Salamanca und etwa 220 Kilometer westlich von Madrid in einer Höhe von ca. 910 m. 
Das Klima im Winter ist kühl, im Sommer dagegen durchaus warm; die eher Niederschlagsmengen (ca. 817 mm/Jahr) fallen – mit Ausnahme der nahezu regenlosen Sommermonate – verteilt übers ganze Jahr.

## Bevölkerungsentwicklung
| Jahr      | 1970 | 1981 | 1991 | 2001 | 2011 | 2021 |
| Einwohner | 1217 | 794  | 772  | 626  | 549  | 447  |

Der deutliche Bevölkerungsrückgang seit den 1950er Jahren ist im Wesentlichen auf die Mechanisierung der Landwirtschaft sowie auf die Aufgabe von bäuerlichen Kleinbetrieben und den damit einhergehenden Verlust an Arbeitsplätzen zurückzuführen (Landflucht).

## Sehenswürdigkeiten
- Kirche Mariä Himmelfahrt (Iglesia de Nuestra Señora de la Asunción)
- Siechenhaus, um 1690 erbaut
- Residenz der Bischöfe von Coria, 1686 erbaut

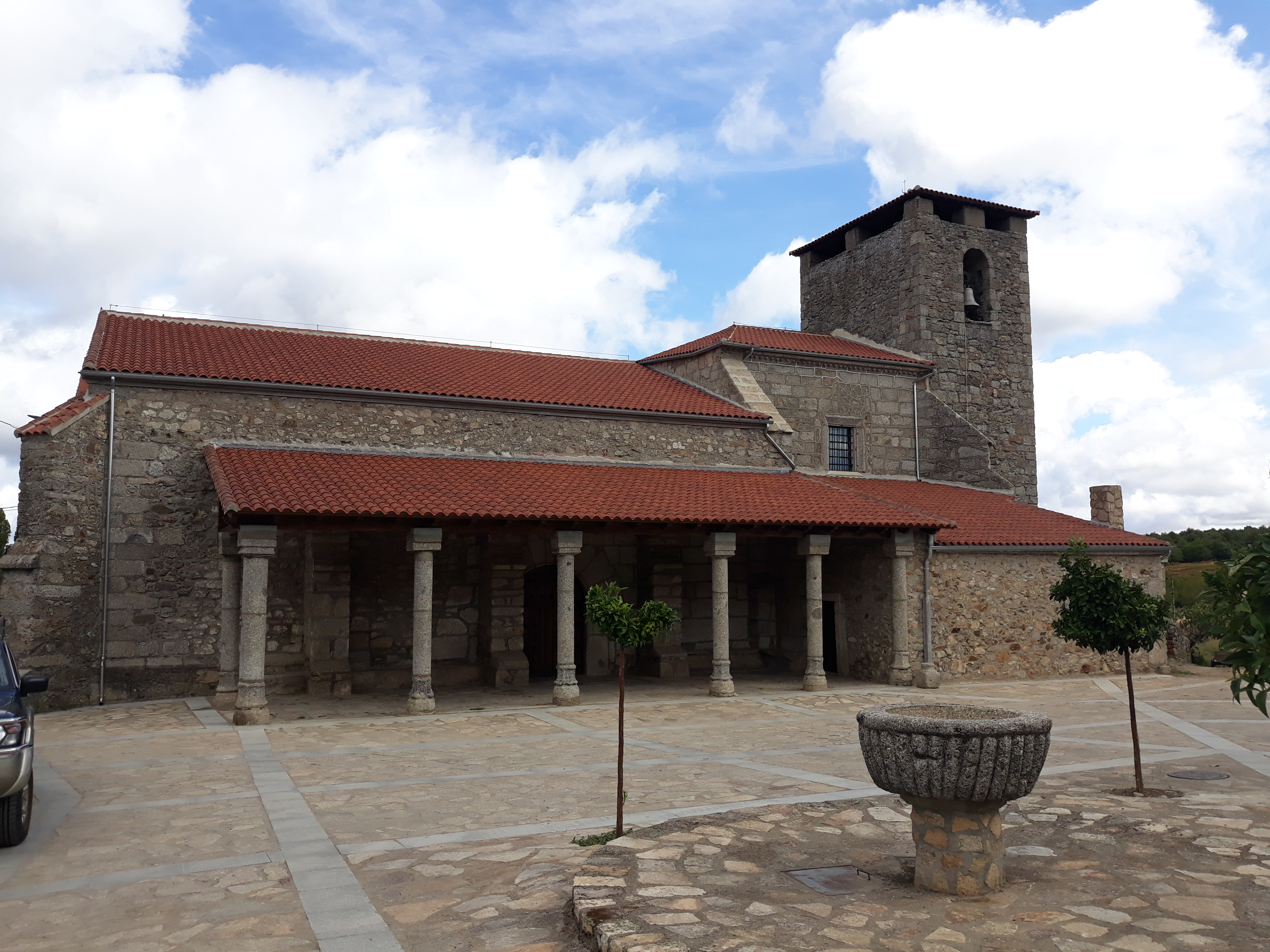
Kirche Mariä Himmelfahrt
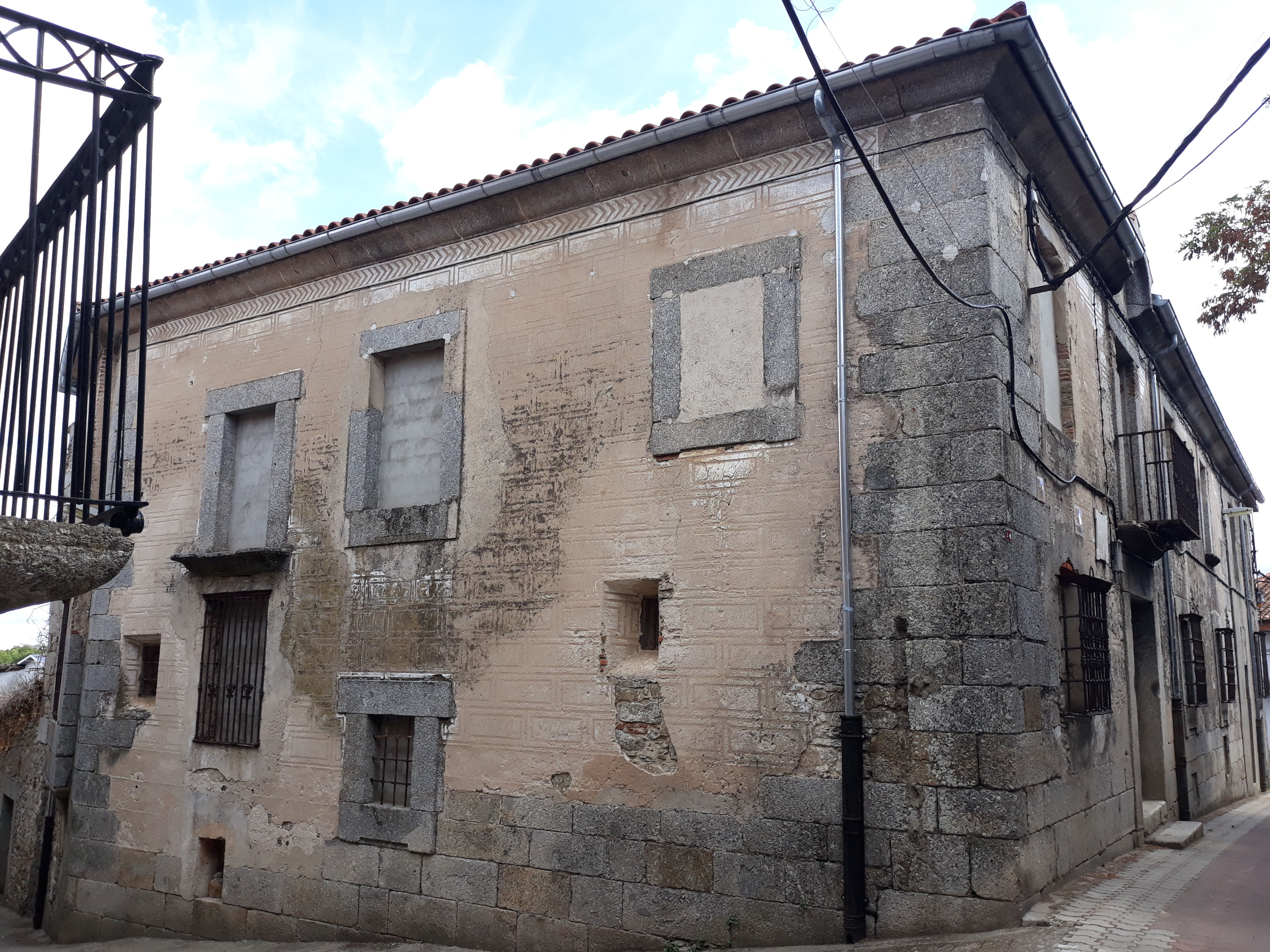
Siechenhaus
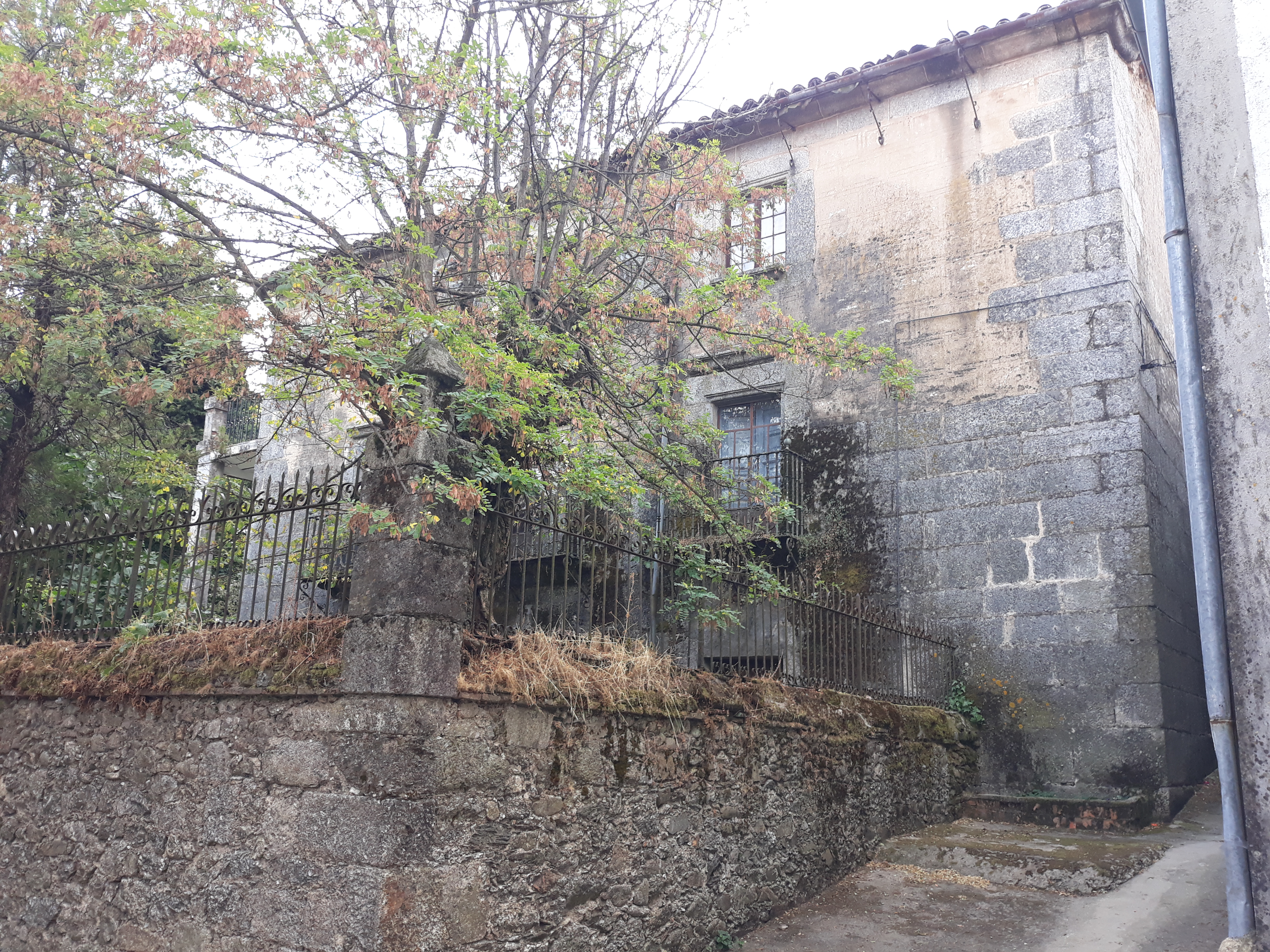
Residenz der Bischöfe von Coria

## Persönlichkeiten
- José Luis Sánchez Paraíso (1942–2017), Leichtathlet, Olympiateilnehmer 1968, 1972 und 1976